# 133536 Alicewhagel
133536 Alicewhagel este un asteroid din centura principală de asteroizi.

## Descriere
133536 Alicewhagel este un asteroid din centura principală de asteroizi. A fost descoperit pe 15 octombrie 2003 la Sandlot la Observatorul Sandlot. Asteroidul prezintă o orbită caracterizată de o semiaxă mare de 2,76 ua, o excentricitate de 0,15 și o înclinație de 12,0° în raport cu ecliptica.